# N15 (Frankrijk)
De N15 of Route nationale 15 is een nationale weg in Frankrijk, in de stad Rouen. De weg vormt de verbinding tussen de N28 richting Amiens en de N138 en N338 richting Caen en Le Mans.

## Geschiedenis
In 1811 liet Napoleon Bonaparte de Route impériale 16 aanleggen van Parijs naar Dieppe. In 1824 werd de huidige N15 gecreëerd uit de oude route van de Route impériale 16. Deze weg liep van Pontoise via Gisors naar Dieppe en was 152 kilometer lang. 

### Eerste declassificaties
Doordat Dieppe zijn functie als belangrijke legerhaven verloor, nam het nam het belang van de N15 sterk af. Daarom is de weg in 1973 overgedragen aan de departementen. Deze delen hebben daardoor nummers van de departementale wegen. De overgedragen delen van de N15 kregen de volgende nummers:
- Val-d'Oise: D915
- Oise: D915
- Eure: D15B
- Seine-Maritime: D915

### Nieuwe N15
In 1978 werd een nieuwe N15 gecreëerd, doordat de N13BIS het nummer N15 kreeg. Daardoor ging de N15 van Bonnières-sur-Seine via Rouen naar Le Havre lopen over een lengte van 143 kilometer. De N13BIS ontstond in 1949 door het samenvoegen van de N182 tussen Bonnières-sur-Seine en Rouen en de N14 tussen Rouen en Le Havre.

### Tweede declassificaties
Door de aanleg van de parallelle autosnelweg A13 nam ook het belang van de nieuwe N15 op verschillende plaatsen sterk af. Daarom is de weg, op een klein deel na, in 2006 overgedragen aan de departementen. De overgedragen delen van de N15 kregen de volgende nummers:
- Yvelines: D915
- Eure: D6015
- Seine-Maritime: D6015

N1 · N2 · N3 · N4 · N5 · N6 · N7 · N9 · N10 · N11 · N12 · N13 · N14 · N15 · N17 · N19 · N19J · N20 · N21 · N22 · N24 · N25 · N27 · N28 · N31 · N33 · N34 · N36 · N37 · N41 · N42 · N43 · N44 · N47 · N49 · N51 · N52 · N57 · N58 · N59 · N61 · N61A · N65 · N66 · N67 · N70 · N77 · N79 · N80 · N82 · N83 · N85 · N86 · N87 · N88 · N89 · N90 · N94 · N98 · N100 · N102 · N104 · N105 · N106 · N109 · N112 · N113 · N116 · N118 · N118A · N118B · N122 · N123 · N124 · N125 · N126 · N129 · N134 · N135 · N136 · N137 · N138 · N141 · N142 · N145 · N147 · N149 · N150 · N151 · N154 · N157 · N158 · N159 · N162 · N164 · N165 · N166 · N171 · N174 · N175 · N176 · N182 · N184 · N186 · N186A · N186B · N188 · N191 · N192 · N201 · N202 · N205 · N209 · N216 · N221 · N224 · N225 · N227 · N230 · N237 · N244 · N248 · N249 · N250 · N254 · N265 · N274 · N282 · N296 · N301 · N303 · N306 · N314 · N315 · N316 · N320 · N324 · N330 · N337 · N338 · N346 · N353 · N356 · N363 · N385 · N388 · N401 · N406 · N410 · N416 · N425 · N431 · N440 · N441 · N444 · N446 · N449 · N481 · N486 · N488 · N489 · N520 · N524 · N532 · N537 · N542 · N543 · N568 · N569 · N572 · N580 · N814 · N844 · N1007 · N1012 · N1013 · N1014 · N1019 · N1021 · N1029 · N1031 · N1043 · N1050 · N1075 · N1083 · N1104 · N1113 · N1134 · N1135 · N1141 · N1154 · N1338 · N1547 · N1569 · N2028 · N2043 · N2057 · N2162 · N2249